# Friedrich Weber (veterinario)
Friedrich Weber (30 de enero de 1892 en Frankfurt am Main-14 de julio de 1955 en Munich) estudió en su ciudad natal donde consiguió el Abitur. Se matriculó en el verano de 1912 en la Universidad de Medicina Veterinaria de Munich. En agosto de 1914 ingresó en el 1er Regimiento de Jinete Pesado "Príncipe Carlos de Baviera" en Munich. Después de la Primera Guerra Mundial, en la que había participado como auxiliar veterinario, Weber terminó en 1919 sus estudios. En el mismo año participó con Franz Ritter von Epp en la caída de la República Soviética de Munich. En 1920 recibió su licencia como veterinario.
Desde marzo de 1920, Weber participó como líder de grupo con el Zeitvolunteer Corps Godin evitando los levantamientos en el Ruhr. El 1 de octubre de 1920, se convirtió en asistente del Instituto de Fisiología Animal de la Facultad de Veterinaria de la Universidad de Munich. Durante su actividad allí, recibió su doctorado en 1922 con su disertación sobre un método para la determinación de extracto de nitrógeno. También fue miembro de la Fundación Rockefeller.
Weber se unió al Freikorps Oberland en 1921, donde fue comandante de la compañía. Cuando se disolvió el Freikorps, la organización cambió su nombre a "Bund Oberland". Weber fue desde 1922 su líder y estuvo involucrado en el intento de golpe de Estado de Hitler-Ludendorff Putsch 1923 . El 1 de abril de 1924, fue condenado a cinco años de prisión por alta traición. El Ministerio de Educación y Cultura del Estado le despidió de la universidad inmediatamente después de su condena. Ya en la primavera de 1925 fue puesto en libertad en Landsberg. Después del inútil intento de unirse al Bund Oberland a las SS, renunció en 1929 a su cargo de líder federal.
A pesar de los antecedentes penales, recibió en 1925 su Kreiseamen y fue veterinario de distrito en Munich y de 1926 a 1933 en Euerdorf. Desde 1926 también fue asistente en el Instituto para la Investigación de Herencia Erwin Baur y anteriormente trabajó brevemente en el Instituto de Patología Animal. Fundó una cooperativa para la cría de cerdos.
Después de la "toma del poder" de los nacionalsocialistas, el 1 de mayo de 1933, fue miembro de primera clase del Consejo Médico Veterinario y ayudante político en el Ministerio del Interior de Baviera. Mantuvo contacto cercano con Adolf Hitler y se convirtió el 25 de agosto de 1933 en comisionado de la Reichsleitung del NSDAP (número de afiliación 1.310.670) para la Gleichschaltung de la profesión veterinaria y el establecimiento de una cámara veterinaria del Reich, así como representantes de la profesión veterinaria en el nuevo consejo de expertos en salud pública. En 1933 fue elegido líder federal del Gremio Alemán, una corporación estudiantil, a la que pertenecía desde 1923. El 15 de febrero de 1934 fue nombrado "Reichsführer de los veterinarios alemanes". Más tarde, también dirigió la Cámara Veterinaria del Reich.
En el estado nazi, Weber fue miembro desde el 1 de abril de 1934 del Ministerio del Interior del Reich, luego desde el 1 de junio de 1935 hasta el 20 de abril de 1936fue nombrado Ministerialdirigent y finalmente desde el 20 de abril de 1936 Director Ministerial. Weber fue nombrado Profesor Honorario de la Facultad de Medicina Veterinaria en la Universidad de Berlín el 26 de julio de 1939. En las SS, tomó el Gruppenführer de líder de grupo en 1944. Era el portador de la llamada Orden de la Sangre y la insignia de oro del Partido.
En mayo de 1945, Weber fue encarcelado por el ejército estadounidense. En los procedimientos de desnazificación fue clasificado por primera vez el 5 de julio de 1948 en el Grupo I (principales culpables) y enviado a un campo de trabajo. En el procedimiento de apelación del 3 de mayo de 1949, fue clasificado por en el grupo III (menor responsabilidad) y, en última instancia, en el grupo IV (seguidores). Después de la Segunda Guerra Mundial, Weber continuó ejerciendo, hasta su muerte, su profesión como veterinario, siendo creador de la inseminación bovina en Baviera.
- Datos: Q251659
- Multimedia: Friedrich Weber / Q251659